# Sisters (gruppo musicale)
Le Sisters (reso graficamente come S!sters) sono state un duo musicale tedesco fondato nel 2019 a Hannover e formato da Laura Kästele e Carlotta Truman.
Hanno rappresentato la Germania all'Eurovision Song Contest 2019 con il brano Sister classificandosi al 24º posto su 26 finalisti.

## Carriera
Il 22 febbraio 2019 le Sisters sono state uno dei sette partecipanti ad Unser Song für Israel, il processo di selezione tedesco per la ricerca del rappresentante nazionale all'Eurovision. Alla selezione hanno presentato il brano Sister. Hanno ricevuto il massimo dei punti dalla giuria tedesca e dal televoto, vincendo il programma e ottenendo la possibilità di rappresentare la Germania all'Eurovision Song Contest 2019 a Tel Aviv. Nella serata finale del 18 maggio si sono esibite per quarte e si sono classificate al 25º posto su 26 partecipanti con 24 punti totalizzati, tutti provenienti dalle giurie. Sono state le meno popolari fra il pubblico a casa, da cui non hanno ottenuto nessun punto.

## Formazione
- Laura Kästel
- Carlotta Truman

## Discografia

### Singoli
- 2019 - Sister